# Jonathan Edwards (atleta)
Jonathan David Edwards (Londra, 10 maggio 1966) è un ex triplista britannico, detentore del record mondiale di specialità dal 1995.
In carriera è stato campione olimpico della specialità a Sydney 2000, nonché campione mondiale a Göteborg 1995 e Edmonton 2001.

## Biografia
Dopo un inizio di carriera modesto (alle Olimpiadi di Seul 88 e Barcellona '92 non riuscì a superare i 16 metri e terminò lontano dalla qualificazione per la finale), nel 1994, a 28 anni, Edwards migliorò notevolmente le proprie prestazioni nel giro di poco tempo.  Dopo aver vinto l'argento ai Giochi olimpici di Atlanta 1996, dove perse un'emozionante finale contro lo statunitense Kenny Harrison, ha vinto il titolo di campione olimpico a Sydney nel 2000 e tuttora detiene con la misura di 18,29 metri (ottenuta ai Mondiali di Göteborg del 1995) il primato mondiale della specialità, misura che gli valse il titolo di campione mondiale, bissato poi nel 2001 ad Edmonton.
Durante la Coppa Europa del 1995, Edwards riuscì a saltare alla straordinaria distanza di 18 metri e 43 centimetri, quasi mezzo metro oltre il primato mondiale di allora. L'eccessivo vento a favore (2,4 metri al secondo rispetto al limite consentito di 2 m/s) non permise tuttavia di omologare tale misura come nuovo record mondiale.
Ai suoi successi personali bisogna anche aggiungere il titolo europeo vinto nel 1998 a Budapest.

### Vita personale

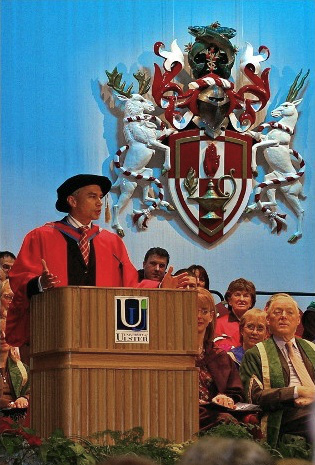
Jonathan Edwards alla cerimonia di laurea conferitagli dalla University of Ulster nel 2006

L'ex-atleta, figlio di un pastore anglicano dell'ala evangelica ("chiesa bassa") della Chiesa anglicana, nei primi anni di carriera seguiva l'insegnamento - a lungo diffuso nel protestantesimo, soprattutto anglosassone - che trasferisce alla domenica cristiana le restrizioni caratteristiche del sabato di riposo ebraico (vedi nella Bibbia Esodo 20,8-11). Secondo questa convinzione, nel giorno di domenica è vietato ogni forma di lavoro, e quindi anche l'attività sportiva professionale.
La stessa convinzione aveva segnato la carriera di un altro campione olimpico, Eric Liddell, ricordato nel celebre film Momenti di gloria. Per questo motivo, in diverse occasioni, Edwards non ha voluto partecipare a prove di qualificazioni o finali della sua specialità, perdendo la possibilità di gareggiare nei Mondiali del 1991. Dal 1993, dopo lunga riflessione e dibattito anche con il genitore, Edwards cambiò opinione e decise che era lecito gareggiare anche di domenica. In quella manifestazione, conquistata la qualificazione, il saltatore si aggiudicò la medaglia di bronzo, primo traguardo importante di una strepitosa carriera.
Dopo il ritiro dall'attività agonistica, Edwards ha lavorato nelle comunicazioni di massa, soprattutto come commentatore sportivo per la BBC, ma anche in programmi religiosi. È stato membro del comitato organizzativo per i Giochi olimpici di Londra 2012, in rappresentazione degli atleti.
Durante la carriera sportiva, Edwards non perdeva occasione per parlare dell'importanza che rivestiva per lui la sua fede: "Il mio rapporto con Gesù Cristo e con Dio è fondamentale per tutto quello che faccio. Ho preso un impegno e mi sono consacrato in questo rapporto a servire Dio in ogni area della mia vita".
Nell'agosto 2010, rilascia un'intervista a la Repubblica, in cui dichiara che in seguito ad una crisi personale si è allontanato dalla fede in Dio: "Sono ateo. Sono diventato evoluzionista. Darwinista. Credo che la vita progredisca. Come potevo credere all'esistenza di un essere superiore che ha creato l'universo? Non c'è prova. Sono stupito dalla mia ingenuità, anzi dalla mia fesseria. Però mi perdono. Il mondo dello sport rimpicciolisce tutto".
È sposato con Alison con la quale ha avuto due figli.

## Record mondiali
Seniores
- Salto triplo: 18,29 m (Göteborg, 7 agosto 1995)

## Palmarès

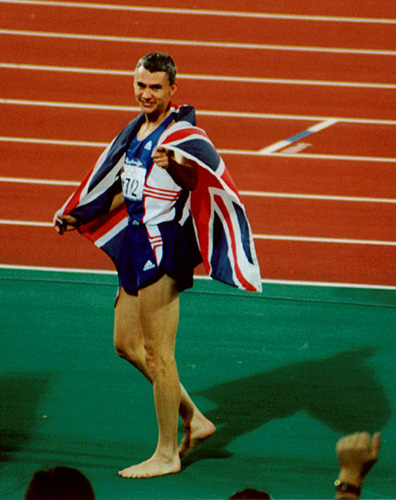
Jonathan Edwards festeggia l'oro olimpico a Sydney 2000

| Anno                                  | Manifestazione          | Sede        | Evento       | Risultato | Prestazione | Note                                    |
| ------------------------------------- | ----------------------- | ----------- | ------------ | --------- | ----------- | --------------------------------------- |
| In rappresentanza della Gran Bretagna |                         |             |              |           |             |                                         |
| 1988                                  | Giochi olimpici         | Seul        | Salto triplo | 23º (q)   | 15,88 m     |                                         |
| 1992                                  | Giochi olimpici         | Barcellona  | Salto triplo | 35º (q)   | 15,76 m     |                                         |
| 1993                                  | Mondiali indoor         | Toronto     | Salto triplo | 6º        | 16,76 m     |                                         |
| 1993                                  | Mondiali                | Stoccarda   | Salto triplo | Bronzo    | 17,44 m     |                                         |
| 1995                                  | Mondiali                | Göteborg    | Salto triplo | Oro       | 18,29 m     | Record mondiale                         |
| 1996                                  | Giochi olimpici         | Atlanta     | Salto triplo | Argento   | 17,88 m     |                                         |
| 1997                                  | Mondiali                | Atene       | Salto triplo | Argento   | 17,69 m     |                                         |
| 1998                                  | Europei indoor          | Valencia    | Salto triplo | Oro       | 17,43 m     |                                         |
| 1998                                  | Europei                 | Budapest    | Salto triplo | Oro       | 17,99 m     |                                         |
| 1999                                  | Mondiali                | Siviglia    | Salto triplo | Bronzo    | 17,48 m     |                                         |
| 2000                                  | Giochi olimpici         | Sydney      | Salto triplo | Oro       | 17,71 m     |                                         |
| 2001                                  | Mondiali indoor         | Lisbona     | Salto triplo | Argento   | 17,26 m     |                                         |
| 2001                                  | Mondiali                | Edmonton    | Salto triplo | Oro       | 17,92 m     | Miglior prestazione mondiale stagionale |
| 2002                                  | Europei                 | Monaco      | Salto triplo | Bronzo    | 17,32 m     |                                         |
| 2003                                  | Mondiali indoor         | Birmingham  | Salto triplo | 4º        | 17,19 m     |                                         |
| 2003                                  | Mondiali                | Saint-Denis | Salto triplo | 12º       | 16,31 m     |                                         |
| In rappresentanza dell' Inghilterra   |                         |             |              |           |             |                                         |
| 1990                                  | Giochi del Commonwealth | Auckland    | Salto triplo | Argento   | 16,93 m     |                                         |
| 1994                                  | Giochi del Commonwealth | Victoria    | Salto triplo | Argento   | 17,00 m     |                                         |
| 2002                                  | Giochi del Commonwealth | Manchester  | Salto triplo | Oro       | 17,86 m     | Record dei Giochi                       |

## Altre competizioni internazionali
1989
- Bronzo in Coppa del mondo ( Barcellona), salto triplo - 17,28 m

1992
- Oro in Coppa del mondo ( L'Avana), salto triplo - 17,34 m

1993
- 7º alla Grand Prix Final ( Londra), 100 m piani - 10"92

1994
- 8º alla Grand Prix Final ( Parigi), salto triplo - 15,81 m

1996
- Oro alla Grand Prix Final ( Milano), salto triplo - 17,59 m

1997
- Coppa Europa di atletica leggera ( Monaco di Baviera)

1998
- Coppa Europa di atletica leggera ( San Pietroburgo)

2000
- Oro alla Grand Prix Final ( Doha), salto triplo - 17,12 m

2002
- Argento alla Grand Prix Final ( Parigi), salto triplo - 17,41 m
- Oro in Coppa del mondo ( Madrid), salto triplo - 17,34 m

## Riconoscimenti
- Atleta mondiale dell'anno (1995)
- Atleta europeo dell'anno (1995, 1998)